# Péninsule de Rame
Pour les articles homonymes, voir Rame.
La péninsule de Rame est une péninsule du sud-est des Cornouailles en Angleterre au Royaume-Uni. 
Elle est entourée par la Manche au sud, le Plymouth Sound à l'est, le Hamoaze au nord-est et l'estuaire de la rivière Lynher au nord-ouest. Par temps clair, l'océan Atlantique peut être vu depuis Rame Head (en).
La péninsule doit son nom à Rame Head, un promontoire situé au sud. Elle comprend également le village et la paroisse de Rame. L'ensemble de la péninsule est classé Area of Outstanding Natural Beauty. 
La péninsule a été le lieu d'un certain nombre de fortifications défendant les approches occidentales de Plymouth Sound, notamment les forts de Tregantle et de Scraesdon, ainsi que les batteries de Tregantle Down, Hawkins, Rame Church et Penlee.